# Раббіт-Лейк
Ра́ббіт-Ле́йк (англ. Rabbit Lake) — родовище урану у Канаді. 

## Опис
Запаси 290 тис. т металу. 
Рудне тіло залягає на глибині 15…145 м. 
Потужність 32 м. 
Розробляється відкритим способом.